# Eumichtis simulans
Eumichtis simulans là một loài bướm đêm trong họ Noctuidae.